# Ministère du Gouvernement
Le ministère du Gouvernement est un ministère de l'État plurinational de Bolivie dépendant de l'organe exécutif de l'État bolivien. Chargé de la sécurité civile, de la politique intérieure, de l'immigration et des pénitenciers, il joue le rôle de ministère de l'Intérieur. 
Depuis le 20 mai 2025, le ministre du Gouvernement est Roberto Ríos Sanjinés sous la présidence de Luis Arce. 

## Rôle
La mission du ministère est de mettre en œuvre des politiques publiques en matière de sécurité civile, de politique intérieure, d'immigration, de services pénitentiaires et de défense sociale ainsi que de substances contrôlées, dans le but de garantir le plein exercice des droits et garanties constitutionnels par la population et le renforcement de la gouvernance démocratique. Il joue le rôle de ministère de l'Intérieur.
Anciennement appelé ministère de l'Intérieur, il est actuellement occupé et dirigé par le ministre Eduardo del Castillo del Carpio. Le ministère est composé d'un vice-ministère de la Sécurité civile, d'un vice-ministère de la Politique intérieure et de la Police et d'un vice-ministère de la Défense sociale et des Substances contrôlées.

## Ministres

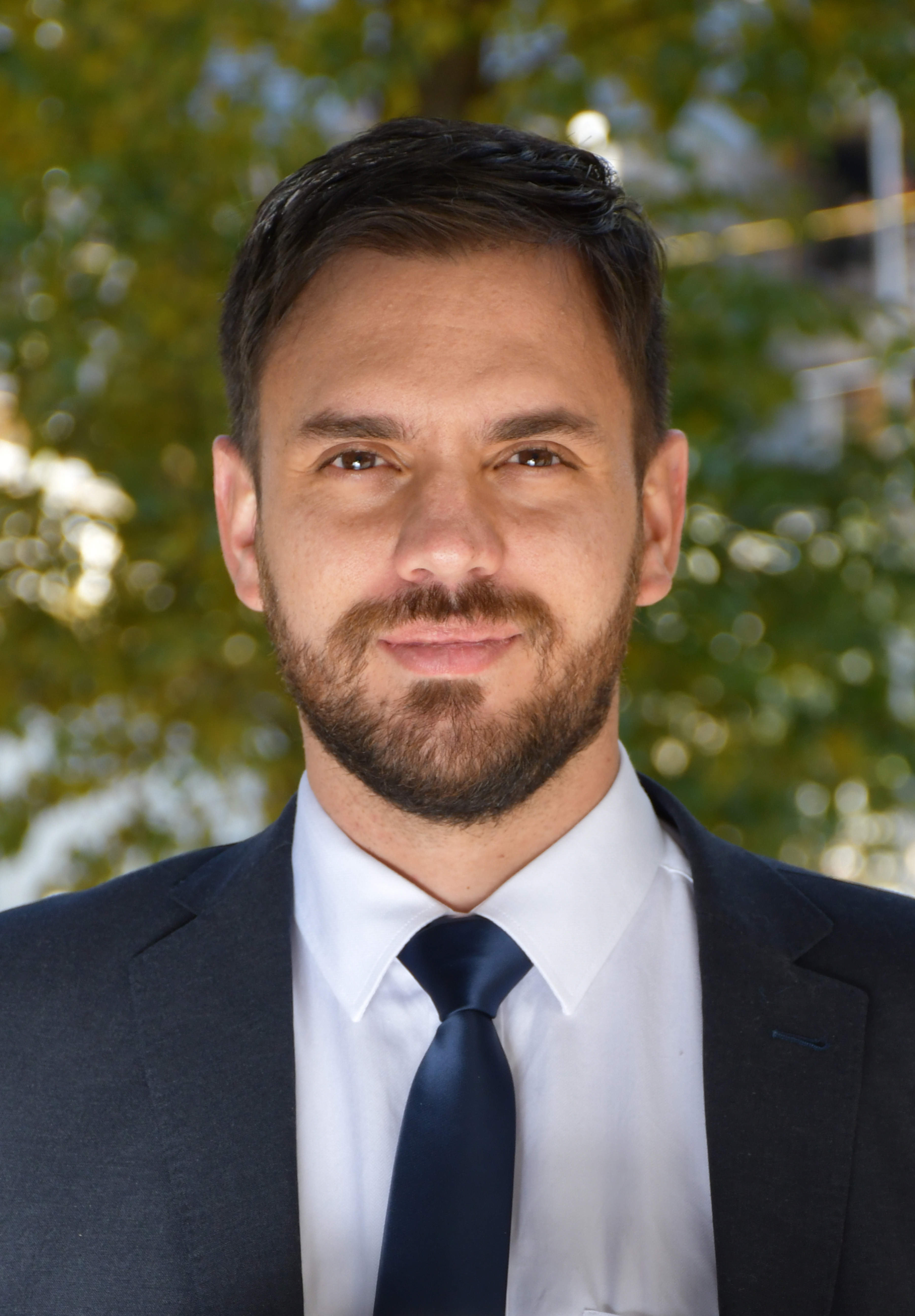
Eduardo del Castillo est ministre du Gouvernement de Bolivie de 2020 à 2025.

De la Révolution nationale de 1952 à 2020, plus de 70 personnes ont occupé la fonction de ministre du Gouvernement. Seuls quatre ministres sont cependant demeurés à cette fonction durant une période plus ou moins longue, à savoir Carlos Romero Bonifaz durant 6 ans et 10 mois (2012-2014 et 2015-2019), Federico Fortun Sanjinés durant 3 ans et 8 mois (1952-1956), Juan Pereda Asbún durant 3 ans et 7 mois (1974-1977) et enfin Alfredo Rada Vélez durant 3 ans (2007-2010).
Parmi ces 70 ministres, seuls 2 ont occupé deux fois la même fonction, soit Carlos Romero Bonifaz et Carlos Sánchez Berzain de 1995 à 1996 puis en 1997.
| Ministres                               | Président                       | Mandat               | Mandat               | Décret de désignation |
| Ministres                               | Président                       | Début                | Fin                  | Décret de désignation |
| --------------------------------------- | ------------------------------- | -------------------- | -------------------- | --------------------- |
| César Menacho Saavedra † (1891-1961)    | Germán Busch Becerra            | 19 juillet 1937      | 12 de agosto de 1938 |                       |
| Gabriel Gosálvez Tejada † (1899-1957)   | Germán Busch Becerra            | 12 août 1938         | 18 mars 1939         |                       |
| Vicente Leytón (†)                      | Germán Busch Becerra            | 18 mars 1939         | 15 avril 1940        |                       |
| Julio de la Vega (†)                    | Enrique Peñaranda               | 15 avril 1940        | 11 novembre 1940     |                       |
| Demetrio Ramos (†)                      | Enrique Peñaranda               | 11 novembre 1940     | 12 juin 1941         |                       |
| Zacarías Murillo (†)                    | Enrique Peñaranda               | 12 juin 1941         | 1 octobre 1941       |                       |
| Adolfo Vilar Mendivil (†)               | Enrique Peñaranda               | 1 octobre 1941       | 20 juillet 1942      |                       |
| Bernardo Navajas Trigo † (1891-1973)    | Enrique Peñaranda               | 20 juillet 1942      | 26 novembre 1942     |                       |
| Pedro Zilveti Arce † (1897-1978)        | Enrique Peñaranda               | 26 novembre 1942     | 20 décembre 1943     |                       |
| Alfredo Taborga (†)                     | Gualberto Villarroel López      | 20 décembre 1943     | 11 février 1944      |                       |
| Alfredo Pacheco (†)                     | Gualberto Villarroel López      | 11 février 1944      | 8 août 1944          |                       |
| Alfonso Quinteros (†)                   | Gualberto Villarroel López      | 8 août 1944          | 31 décembre 1944     |                       |
| Edmundo Nogales Ortiz (†)               | Gualberto Villarroel López      | 31 décembre 1944     | 21 juillet 1946      |                       |
| Cleto Cabrera García (†)                | Néstor Guillén                  | 24 juillet 1946      | 25 de agosto de 1946 |                       |
| Luis Ponce Lozada (†)                   | Enrique Hertzog                 | 10 mars 1947         | 11 septembre 1947    |                       |
| Alfredo Mollinedo Imaña † (1896-1973)   | Enrique Hertzog                 | 11 septembre 1947    | 14 avril 1950        |                       |
| Jorge Rodríguez Hurtado † (1901-1958)   | Mamerto Urriolagoitía           | 14 avril 1950        | 29 juin 1950         |                       |
| Ciro Félix Trigo † (1915-1967)          | Mamerto Urriolagoitía           | 29 juin 1950         | 10 août 1950         |                       |
| Luis Ponce Lozada (†)                   | Mamerto Urriolagoitía           | 10 de agosto de 1950 | 15 février 1951      |                       |
| José Saavedra Suárez † (1905-1975)      | Mamerto Urriolagoitía           | 15 février 1951      | 16 mai 1951          |                       |
| Antonio Seleme Vargas † (1904-1979)     | Hugo Ballivián                  | 16 mai 1951          | 9 avril 1952         |                       |
| César Aliaga Carrasco † (1909-1982)     | Víctor Paz Estenssoro           | 12 avril 1952        | 22 novembre 1952     |                       |
| Federico Fortún Sanginés † (1910-1986)  | Víctor Paz Estenssoro           | 22 novembre 1952     | 6 août 1956          |                       |
| Arturo Fortún Sanginés † (1906-1973)    | Hernán Siles Zuazo              | 6 août 1956          | 18 janvier 1957      |                       |
| Roberto Méndez Tejada (†)               | Hernán Siles Zuazo              | 18 janvier 1957      | 20 juillet 1957      |                       |
| José Cuadros Quiroga † (1908-1975)      | Hernán Siles Zuazo              | 20 juillet 1957      | 30 mai 1958          |                       |
| Marcial Tamayo Saénz † (1921-1997)      | Hernán Siles Zuazo              | 30 mai 1958          | 17 août 1958         |                       |
| Wálter Guevara Arze † (1912-1996)       | Hernán Siles Zuazo              | 17 août 1958         | 4 novembre 1959      |                       |
| Carlos Morales Guillén † (-1994)        | Hernán Siles Zuazo              | 12 novembre 1959     | 10 juin 1960         |                       |
| Mario Diez de Medina † (1910-1971)      | Hernán Siles Zuazo              | 10 juin 1960         | 6 août 1960          |                       |
| Eduardo Rivas Ugalde † (1915-1974)      | Víctor Paz Estenssoro           | 6 août 1960          | 8 janvier 1962       |                       |
| José Antonio Arze Murillo † (1924-2000) | Víctor Paz Estenssoro           | 8 janvier 1962       | 3 février 1964       |                       |
| Rúben Julio Castro (†)                  | Víctor Paz Estenssoro           | 3 février 1964       | 31 mars 1964         |                       |
| José Fellman Velarde † (1922-1982)      | Víctor Paz Estenssoro           | 31 mars 1964         | 6 de agosto de 1964  |                       |
| Ciro Humboldt Barrero † (1925-2004)     | Víctor Paz Estenssoro           | 6 de agosto de 1964  | 4 novembre 1964      |                       |
| Oscar Quiroga Terán (†)                 | René Barrientos Ortuño          | 5 novembre 1964      | 6 août 1966          |                       |
| Antonio Arguedas Mendieta † (1928-2000) | René Barrientos Ortuño          | 6 août 1966          | 27 juillet 1968      |                       |
| David Fernández Viscarra (†)            | René Barrientos Ortuño          | 27 juillet 1968      | 25 avril 1969        |                       |
| Eufronio Padilla (†)                    | Luis Adolfo Siles Salinas       | 25 avril 1969        | 26 septembre 1969    |                       |
| Juan Ayoroa Ayoroa (†)                  | Alfredo Ovando Candia           | 26 septembre 1969    | 9 octobre 1970       |                       |
| Jorge Gallardo Lozada † (1934-2019)     | Juan José Torres Gonzales       | 9 octobre 1970       | 22 août 1971         |                       |
| Andrés Selich Chop † (1927-1973)        | Hugo Banzer Suárez              | 22 août 1971         | 28 décembre 1971     |                       |
| Mario Adett Zamora Toledo † (1925-2013) | Hugo Banzer Suárez              | 28 décembre 1971     | 23 avril 1973        |                       |
| Alfredo Arce Carpio † (1941-2001)       | Hugo Banzer Suárez              | 23 avril 1973        | 21 mai 1973          |                       |
| Walter Castro Avendaño (†)              | Hugo Banzer Suárez              | 21 mai 1973          | 14 février 1974      |                       |
| Juan Pereda Asbún † (1931-2012)         | Hugo Banzer Suárez              | 14 février 1974      | 28 novembre 1977     |                       |
| Guillermo Jiménez Gallo † (1913-1996)   | Hugo Banzer Suárez              | 28 novembre 1977     | 24 juillet 1978      |                       |
| Faustino Rico Toro Herbas (1937-)       | Juan Pereda Asbún               | 24 juillet 1978      | 24 novembre 1978     |                       |
| Raúl López Leyton (†)                   | David Padilla Arancibia         | 24 novembre 1978     | 9 de agosto de 1979  |                       |
| Jaime Aranibar Guevara † (1932-2001)    | Wálter Guevara Arze             | 9 de agosto de 1979  | 1 novembre 1979      |                       |
| Carlos Mena Burgos (†)                  | Alberto Natusch Busch           | 1 novembre 1979      | 19 novembre 1979     |                       |
| Jorge Selum Vaca Diez † (-1981)         | Lidia Gueiler Tejada            | 19 novembre 1979     | 7 avril 1980         |                       |
| Antonio Arnez Camacho † (-2019)         | Lidia Gueiler Tejada            | 7 avril 1980         | 18 juillet 1980      |                       |
| Luis Arce Gómez † (1938-2020)           | Luis García Meza Tejada         | 18 juillet 1980      | 25 février 1981      |                       |
| Celso Torrelio Villa † (1933-1999)      | Luis García Meza Tejada         | 25 février 1981      | 30 juin 1981         |                       |
| Jorge Salazar Crespo (†)                | Luis García Meza Tejada         | 30 juin 1981         | 11 de agosto de 1981 |                       |
| Rolando Canido Vericochea (†)           | Junte militaire de gouvernement | 11 de agosto de 1981 | 7 septembre 1981     |                       |
| Rómulo Mercado Garnica (†)              | Celso Torrelio Villa            | 7 septembre 1981     | 21 juillet 1982      |                       |
| Edgar Rojas Ruíz (†)                    | Guido Vildoso Calderón          | 21 juillet 1982      | 10 octobre 1982      |                       |
| Mario Roncal Antezana † (1929-2019)     | Hernán Siles Zuazo              | 10 octobre 1982      | 25 août 1983         |                       |
| Federico Álvarez Plata † (1916-2003)    | Hernán Siles Zuazo              | 25 août 1983         | 10 mai 1985          |                       |
| Gustavo Sánchez Salazar † (1928-2016)   | Hernán Siles Zuazo              | 10 mai 1985          | 6 août 1985          |                       |
| Federico Kaune Arteaga † (1934-1985)    | Víctor Paz Estenssoro           | 6 août 1985          | 25 août 1985         |                       |
| Fernando Barthelemy † (1932-2000)       | Víctor Paz Estenssoro           | 27 août 1985         | 6 août 1987          |                       |
| Juan Carlos Durán † (1949-2023)         | Víctor Paz Estenssoro           | 6 août 1987          | 1 avril 1989         |                       |
| Eduardo Pérez Beltrán (1945-)           | Víctor Paz Estenssoro           | 1 avril 1989         | 6 août 1989          |                       |
| Guillermo Capobianco † (1945-2020)      | Jaime Paz Zamora                | 6 août 1989          | 15 mars 1991         |                       |
| Carlos Saavedra Bruno (1949-)           | Jaime Paz Zamora                | 15 mars 1991         | 6 avril 1993         | Decreto 22752         |
| Marco Antonio Oviedo Huerta (1956-)     | Jaime Paz Zamora                | 6 avril 1993         | 6 août 1993          |                       |
| Germán Quiroga Gómez † (1951-2018)      | Gonzalo Sánchez de Lozada       | 6 août 1993          | 6 janvier 1995       |                       |
| Carlos Sánchez Berzain (1959-)          | Gonzalo Sánchez de Lozada       | 6 janvier 1995       | 1 décembre 1996      |                       |
| Franklin Anaya Vásquez † (1945-2011)    | Gonzalo Sánchez de Lozada       | 1 décembre 1996      | 14 janvier 1997      |                       |
| Carlos Sánchez Berzain (1959-)          | Gonzalo Sánchez de Lozada       | 14 janvier 1997      | 3 avril 1997         |                       |
| Victor Hugo Canelas † (1954-2020)       | Gonzalo Sánchez de Lozada       | 3 avril 1997         | 6 août 1997          |                       |
| Guido Nayar Parada (1962-)              | Hugo Banzer Suárez              | 16 septembre 1997    | 18 juin 1999         |                       |
| Walter Guiteras Denis † (1950-2020)     | Hugo Banzer Suárez              | 21 juin 1999         | 25 avril 2000        |                       |
| Guillermo Fortún Suárez † (1938-2012)   | Hugo Banzer Suárez              | 25 avril 2000        | 6 août 2001          |                       |
| Leopoldo Fernández Ferreira (1952-)     | Jorge Quiroga Ramirez           | 6 août 2001          | 5 mars 2002          | Decreto 26277         |
| José Luis Lupo Flores (-)               | Jorge Quiroga Ramirez           | 5 mars 2002          | 8 août 2002          | Decreto 26532         |
| Alberto Gasser Vargas (1953-)           | Gonzalo Sánchez de Lozada       | 6 août 2002          | 19 février 2003      | Decreto 26754         |
| Yerko Kukoc del Carpio † (1954-2011)    | Gonzalo Sánchez de Lozada       | 19 février 2003      | 17 octobre 2003      | Decreto 26937         |
| Alfonso Ferrufino † (1942-2023)         | Carlos Mesa                     | 19 octobre 2003      | 17 août 2004         | Decreto 27215         |
| Saúl Octavio Lara Torrico (1957-)       | Carlos Mesa                     | 17 août 2004         | 9 juin 2005          | Decreto 27676         |
| Gustavo Ávila Bustamante (-)            | Eduardo Rodríguez Veltzé        | 14 juin 2005         | 23 janvier 2006      | Decreto 28201         |
| Alicia Muñoz Alá (1951-)                | Evo Morales                     | 23 janvier 2006      | 23 janvier 2007      | Decreto 28602         |
| Alfredo Rada Vélez (1965-)              | Evo Morales                     | 23 janvier 2007      | 23 janvier 2010      | Decreto 29015         |
| Sacha Llorenti Soliz (1972-)            | Evo Morales                     | 23 janvier 2010      | 27 septembre 2011    | Decreto 407           |
| Wilfredo Chávez Serrano (1969-)         | Evo Morales                     | 27 septembre 2011    | 23 janvier 2012      | Decreto 991           |
| Carlos Romero Bonifaz (1966-)           | Evo Morales                     | 23 janvier 2012      | 15 juillet 2014      | Decreto 1125          |
| Jorge Pérez Valenzuela (1969-)          | Evo Morales                     | 15 juillet 2014      | 23 janvier 2015      | Decreto 2059          |
| Hugo Moldiz Mercado (1964-)             | Evo Morales                     | 23 janvier 2015      | 25 mai 2015          | Decreto 2249          |
| Carlos Romero Bonifaz (1966-)           | Evo Morales                     | 25 mai 2015          | 10 novembre 2019     | Decreto 2374          |
| Arturo Murillo Prijic (1963-)           | Jeanine Áñez Chávez             | 13 novembre 2019     | 6 novembre 2020      | Decreto 4077          |
| Eduardo del Castillo del Carpio (1988-) | Luis Arce                       | 9 novembre 2020      | 17 mai 2025          | Decreto 4389          |
| Roberto Ríos Sanjinés (1986-)           | Luis Arce                       | 20 mai 2025          | En cours             | Decreto 5393          |

## Cadre normatif
Le ministère du Gouvernement est institué en tant que ministère de l'État bolivien par le décret suprême numéro 29894 prévoyant la Loi d'organisation du pouvoir exécutif.

## Objectifs stratégiques
Les principaux objectifs du ministère sont les suivants : 
- Restructurer, moderniser et renforcer le ministère
- Établir des canaux relationnels et la participation de la société aux actions de sécurité intérieure
- Sensibiliser le public à la problématique de la sécurité intérieure
- Structurer des réseaux institutionnels pour la prévention des conflits et de la criminalité